# Autopsie Vol. 1
Albums de Booba
Panthéon
(2004) Ouest Side
(2006)
Autopsie Vol. 1 est la première mixtape de Booba sortie en 2005 en tant que "double-mixtape". Environ 25 000 exemplaires ont été vendus.

## Listes des titres
| CD1   | CD1                                          | CD1                   | CD1              | CD1   | CD1 | CD1 | CD1 | CD1 | CD1 |
| No    | Titre                                        | Auteur                | Compositeur(s)   | Durée |     |     |     |     |     |
| ----- | -------------------------------------------- | --------------------- | ---------------- | ----- | --- | --- | --- | --- | --- |
| 1.    | Intro                                        | DJ Bellek             | DJ Bellek        | 1:08  |     |     |     |     |     |
| 2.    | Cash Flow (featuring Zoxea)                  | Booba                 | Zoxea            | 2:56  |     |     |     |     |     |
| 3.    | Civilisé                                     | Lunatic (Ali & Booba) | Cris Prolific    | 3:20  |     |     |     |     |     |
| 4.    | Freestyle Radio 1                            | Booba                 | DJ Bellek        | 2:20  |     |     |     |     |     |
| 5.    | Pas le temps pour les regrets                | Lunatic (Ali & Booba) | Géraldo          | 2:15  |     |     |     |     |     |
| 6.    | Les vrais savent                             | Lunatic (Ali & Booba) | DJ Sek           | 3:49  |     |     |     |     |     |
| 7.    | On se maintient (featuring Krabby & Lunatic) | Comité D'Brailleurs   | DJ Bellek        | 0:48  |     |     |     |     |     |
| 8.    | Homme de l'ombre (featuring Mala)            | Lunatic (Ali & Booba) | Ajevi            | 3:23  |     |     |     |     |     |
| 9.    | Freestyle Radio 2                            | Lunatic (Ali & Booba) | DJ Medi Med      | 1:01  |     |     |     |     |     |
| 10.   | Banlieue (featuring Booba)                   | Rim'K                 | Rim'K & Jakus    | 3:10  |     |     |     |     |     |
| 11.   | Inédit                                       | Booba                 | Animalsons       | 3:28  |     |     |     |     |     |
| 12.   | Sang d'encre (featuring Ärsenik)             | Lunatic (Ali & Booba) | Kuisto           | 2:37  |     |     |     |     |     |
| 13.   | La faucheuse (Remix)                         | Booba                 | PhreQuincy       | 1:39  |     |     |     |     |     |
| 14.   | Freestyle Radio 3                            | Lunatic (Ali & Booba) | DJ Medi Med      | 2:01  |     |     |     |     |     |
| 15.   | Plus de respect                              | Unité Spéciale        | DJ Bellek        | 3:21  |     |     |     |     |     |
| 16.   | Le crime paie                                | Lunatic (Ali & Booba) | DJ Mars          | 3:36  |     |     |     |     |     |
| 17.   | Repose en paix                               | Booba                 | Clément Dumoulin | 2:45  |     |     |     |     |     |
| 43:37 |                                              |                       |                  |       |     |     |     |     |     |

| CD2   | CD2                                           | CD2                                   | CD2                          | CD2   | CD2 | CD2 | CD2 | CD2 | CD2 |
| No    | Titre                                         | Auteur                                | Compositeur(s)               | Durée |     |     |     |     |     |
| ----- | --------------------------------------------- | ------------------------------------- | ---------------------------- | ----- | --- | --- | --- | --- | --- |
| 1.    | Intro                                         | DJ Bellek                             | DJ Bellek                    | 0:35  |     |     |     |     |     |
| 2.    | Freestyle Radio 4 (featuring Mala & Nessbeal) | Booba                                 | DJ Bellek                    | 2:52  |     |     |     |     |     |
| 3.    | Le son qui met la pression                    | Lunatic (Ali & Booba)                 | Fred Le Magicien             | 0:45  |     |     |     |     |     |
| 4.    | Freestyle Mixtape / La lettre                 | Booba                                 | Géraldo & Chris              | 3:05  |     |     |     |     |     |
| 5.    | Ghetto Boy                                    | Prisco Zbeul                          | DJ Bellek                    | 3:00  |     |     |     |     |     |
| 6.    | Tout ce qu'on connait (Taxi 3)                | Booba & Nessbeal                      | Kore & Skalpovich            | 3:13  |     |     |     |     |     |
| 7.    | Locked Up (Remix) (featuring Booba)           | Akon                                  | Akon                         | 3:54  |     |     |     |     |     |
| 8.    | Destinée (featuring Kayna Samet)              | Booba                                 | Animalsons                   | 4:16  |     |     |     |     |     |
| 9.    | Je perds mon temps / Freestyle Quai 54        | Booba                                 | DJ Bellek & Fred Le Magicien | 1:55  |     |     |     |     |     |
| 10.   | Tallac (Remix)                                | Booba                                 | Animalsons                   | 3:50  |     |     |     |     |     |
| 11.   | B.O (Freestyle Radio) (featuring Mala)        | Booba                                 | Géraldo                      | 3:34  |     |     |     |     |     |
| 12.   | Étalons noirs                                 | Malekal Morte (Bram's, Issaka & Mala) | Animalsons                   | 3:28  |     |     |     |     |     |
| 13.   | De larmes et de sang (featuring Lunatic)      | Dicidens (Koryaz, Nessbeal & Zesau)   | Skaar                        | 3:34  |     |     |     |     |     |
| 14.   | Rap de paria                                  | Nessbeal                              | Skread                       | 3:07  |     |     |     |     |     |
| 15.   | Freestyle Radio 5 (featuring Mala)            | Booba                                 | DJ Bellek                    | 3:50  |     |     |     |     |     |
| 16.   | Nouvelle école (featuring Mala)               | Booba                                 | Full Moon                    | 3:15  |     |     |     |     |     |
| 17.   | Ouest Side                                    | Booba                                 | Animalsons                   | 3:52  |     |     |     |     |     |
| 18.   | Outro                                         | Booba, Mala & Nessbeal                | DJ Bellek                    | 0:38  |     |     |     |     |     |
| 52:43 |                                               |                                       |                              |       |     |     |     |     |     |